# Dracula ophioceps
Dracula ophioceps är en orkidéart som beskrevs av Carlyle August Luer och Rodrigo Escobar. Dracula ophioceps ingår i släktet Dracula och familjen orkidéer. Inga underarter finns listade i Catalogue of Life.